# Corus luridus
Corus luridus är en skalbaggsart som beskrevs av Stefan von Breuning 1938. Corus luridus ingår i släktet Corus och familjen långhorningar. Inga underarter finns listade i Catalogue of Life.